# Campanário
Campanário ist eine portugiesische Gemeinde (Freguesia) im Kreis (Concelho) von Ribeira Brava, auf der Insel Madeira. In ihr leben 4317 Einwohner (Stand 19. April 2021).

## Geschichte
Im Verlauf der Besiedlung der Insel ab dem frühen 15. Jahrhundert entstand auch Campanário. Erstmals offiziell erwähnt wurde der Ort 1556. Er wurde im 16. Jahrhundert eine eigenständige Gemeinde.
Nachdem sie bis zu den Verwaltungsreformen nach der Liberalen Revolution 1822 zum Kreis Funchal gehört hatte, wurde die Gemeinde 1835 dem neugeschaffenen Kreis Câmara de Lobos angegliedert. Seit 1914 gehört Campanário zum neugeschaffenen Kreis Ribeira Brava.